# Declotila albomarginata
Declotila albomarginata är en stekelart som beskrevs av Van Achterberg och Donald L.J. Quicke 1992. Declotila albomarginata ingår i släktet Declotila och familjen bracksteklar. Inga underarter finns listade i Catalogue of Life.